# Pyrrhulina eleanorae
Pyrrhulina eleanorae är en fiskart som beskrevs av Fowler, 1940. Pyrrhulina eleanorae ingår i släktet Pyrrhulina och familjen Lebiasinidae. Inga underarter finns listade i Catalogue of Life.